# 3363 Bowen
A 3363 Bowen (ideiglenes jelöléssel 1960 EE) a Naprendszer kisbolygóövében található aszteroida. Indianai Egyetem fedezte fel 1960. március 6-án.